# Llista d'espais naturals de la província de Castelló
Llista d'espais naturals de la província de Castelló protegits per la Llei 11/1994 d'espais naturals protegits que inclou en el règim general les categories de parc natural, paratge natural, paratge natural municipal, reserva natural, monument natural, lloc d'interés i paisatge protegit.
Altres espais naturals protegits amb règim especial a efectes de declaració, ordenació i gestió són el Catàleg de Coves, el Catàleg de Zones Humides, i les microreserves de flora i reserves de fauna que són figures de protecció sectorial d'espècies.

## Parcs naturals
| Nom                         | Protecció                       | Conjunt protegit                                                                                                   | Extensió (ha) | Localització | Codi     | Imatge |
| --------------------------- | ------------------------------- | --- | ------------- | --- | -------- | --- |
| Desert de les Palmes        | Parc natural, LIC, ZEPA         | | 3.096,37      | Benicàssim, Borriol, Cabanes, Castelló de la Plana, la Pobla Tornesa (Plana Alta) 40° 04′ 55″ N, 0° 02′ 28″ E / 40.082°N,0.041°E | ES520004 | {{ca\|Desert de les Palmes}} · {{WLE-AD-ES\|ES520004}} · {{Object location dec\|40.082\|0.041\|region:ES-VC_type:forest_dim:9500_source:cawiki}} · [[Categoria:Desert de les Palmes]]                                        |
| Prat de Cabanes-Torreblanca | Parc natural, RAMSAR, LIC, ZEPA | | 848,23        | Cabanes, Torreblanca (Plana Alta) 40° 10′ 16″ N, 0° 10′ 59″ E / 40.171°N,0.183°E | ES520010 | {{ca\|Prat de Cabanes-Torreblanca}} · {{WLE-AD-ES\|ES520010}} · {{Object location dec\|40.171\|0.183\|region:ES-VC_type:forest_dim:8000_source:cawiki}} · [[Categoria:Prat de Cabanes-Torreblanca]]                          |
| Serra d'Espadà              | Parc natural, LIC               | ZEPA | 31.180        | Aín, l'Alcúdia de Veo, Alfondeguilla, Algímia d'Almonesir, Almedíxer, Artana, Aiòder, Assuévar, Xóvar, Eslida, les Fonts d'Aiòder, Figueres, Matet, Pavies, Suera, Tales, Torralba, la Vall d'Almonesir, Vilamalur (Plana Baixa, Alt Palància, Alt Millars) 39° 55′ N, 0° 23′ O / 39.92°N,0.38°O | ES520013 | {{ca\|Parc Natural de la Serra d'Espadà}} · {{WLE-AD-ES\|ES520013}} · {{Object location dec\|39.92\|-0.38\|region:ES-VC_type:forest_dim:30000_source:cawiki}} · [[Categoria:Parque Natural de la Sierra de Espadán]]         |
| Serra Calderona             | Parc natural, LIC, ZEPA         | | 18.095,15     | Albalat dels Tarongers, Algímia d'Alfara, Altura, Estivella, Gàtova, Gilet, Marines, Nàquera, Olocau, Sagunt, Segart, Sogorb, Serra, Torres Torres (Camp de Morvedre, Alt Palància, Camp de Túria) 39° 43′ N, 0° 28′ O / 39.71°N,0.46°O                                                          | ES520015 | {{ca\|Serra Calderona}} · {{WLE-AD-ES\|ES520015}} · {{Object location dec\|39.71\|-0.46\|region:ES-VC_type:forest_dim:29000_source:cawiki}} · [[Categoria:Serra Calderona]]                                                  |
| Serra d'Irta                | Parc natural, LIC, ZEPA         | | 7.761,24      | Alcalà de Xivert, Peníscola, Santa Magdalena de Polpís (Baix Maestrat) 40° 19′ 05″ N, 0° 19′ 12″ E / 40.318°N,0.320°E | ES520021 | {{ca\|Serra d'Irta}} · {{WLE-AD-ES\|ES520021}} · {{Object location dec\|40.318\|0.320\|region:ES-VC_type:forest_dim:16000_source:cawiki}} · [[Categoria:Serra d'Irta]]                                                       |
| Penyagolosa                 | Parc natural                    | LIC, ZEPA Penyagolosa                                                                                              | 1.094,45      | Vilafermosa, Vistabella del Maestrat, Xodos (Alt Millars, Alcalatén) 40° 14′ 10″ N, 0° 21′ 11″ O / 40.236°N,0.353°O | ES520046 | {{ca\|Parc Natural del Penyagolosa}} · {{WLE-AD-ES\|ES520046}} · {{Object location dec\|40.236\|-0.353\|region:ES-VC_type:forest_dim:4800_source:cawiki}} · [[Categoria:Penyagolosa]]                                        |
| Tinença de Benifassà        | Parc natural                    | LIC Tinença de Benifassà, Turmell i Vallivana ZEPA L'Alt Maestrat, la Tinença de Benifassà, el Turmell i Vallivana | 4.965         | Castell de Cabres, la Pobla de Benifassà, Rossell, Vallibona (Baix Maestrat, Ports) 40° 40′ 05″ N, 0° 12′ 50″ E / 40.668°N,0.214°E | ES520047 | {{ca\|Parc Natural de la Tinença de Benifassà}} · {{WLE-AD-ES\|ES520047}} · {{Object location dec\|40.668\|0.214\|region:ES-VC_type:forest_dim:13600_source:cawiki}} · [[Categoria:Parc Natural de la Tinença de Benifassà]] |
| Illes Columbretes           | Parc natural                    | LIC i ZEPA Illes Columbretes                                                                                       |               | Castelló de la Plana (Plana Alta) 39° 52′ 30″ N, 0° 40′ 44″ E / 39.875°N,0.679°E | ES520007 | {{ca\|Illes Columbretes}} · {{WLE-AD-ES\|ES520007}} · {{Object location dec\|39.875\|0.679\|region:ES-VC_type:isle_dim:5700_source:cawiki}} · [[Categoria:Columbretes Islands]]                                              |

## Monuments naturals
| Nom                               | Protecció        | Conjunt protegit                     | Extensió (ha) | Localització | Codi     | Imatge |
| --------------------------------- | ---------------- | ------------------------------------ | ------------- | --- | -------- | --- |
| Camí dels Pelegrins de les Useres | Monument natural | Parc natural, LIC i ZEPA Penyagolosa | 35 km         | Les Useres, Llucena, Xodos, Vistabella del Maestrat (Alcalatén) 40° 12′ 43″ N, 0° 15′ 17″ O / 40.211895°N,0.254848°O | ES520076 | {{ca\|Camí dels Pelegrins de les Useres}} · {{WLE-AD-ES\|ES520076}} · {{Object location dec\|40.211895\|-0.254848\|region:ES-VC_type:forest_dim:20000_source:cawiki}} · [[Categoria:Protected areas of the Land of Valencia]] |

## Paisatges protegits
| Nom                       | Protecció         | Conjunt protegit | Extensió (ha) | Localització                                                                                              | Codi     | Imatge |
| ------------------------- | ----------------- | ---------------- | ------------- | --- | -------- | --- |
| Desembocadura del Millars | Paisatge protegit |                  | 424,65        | Almassora, Borriana, Vila-real (Plana Alta, Plana Baixa) 39° 55′ 36″ N, 0° 02′ 52″ O / 39.9266°N,0.0479°O | ES520034 | {{ca\|Zona humida de la desembocadura del Millars}} · {{WLE-AD-ES\|ES520034}} · {{Object location dec\|39.9266\|-0.0479\|region:ES-VC_type:waterbody_dim:7000_source:cawiki}} · [[Categoria:Protected areas of the Land of Valencia]] |

## Paratges naturals municipals
| Nom                            | Protecció                               | Conjunt protegit | Extensió (ha) | Localització                                                                                          | Codi     | Imatge |
| ------------------------------ | --------------------------------------- | --- | ------------- | --- | -------- | --- |
| Bovalar de Sant Jordi          | Paratge natural municipal               | | 27,38         | Sant Jordi (Baix Maestrat) 40° 29′ 50″ N, 0° 19′ 37″ E / 40.4972°N,0.3269°E                           | ES520066 | {{ca\|Bovalar de Sant Jordi (Sant Jordi)}} · {{WLE-AD-ES\|ES520066}} · {{Object location dec\|40.4972\|0.3269\|region:ES-VC_type:forest_dim:830_source:cawiki}} · [[Categoria:Protected areas of the Land of Valencia]]                               |
| Castell d'Arenós               | Paratge natural municipal               | LIC Curs alt del riu Millars, ZEPA Serra d'Espadà                                                                   | 32,51         | La Pobla d'Arenós (Alt Millars) 40° 05′ 34″ N, 0° 34′ 16″ O / 40.0929°N,0.5712°O                      | ES520400 | {{ca\|Castell d'Arenós (la Pobla d'Arenós)}} · {{WLE-AD-ES\|ES520400}} · {{Object location dec\|40.0929\|-0.5712\|region:ES-VC_type:forest_dim:1130_source:cawiki}} · [[Categoria:Protected areas of the Land of Valencia]]                           |
| Clot de la Mare de Déu         | Paratge natural municipal i zona humida | | 17,84         | Borriana (Plana Baixa) 39° 52′ 50″ N, 0° 03′ 33″ O / 39.8806°N,0.0593°O                               | ES520017 | {{ca\|Clot de la Mare de Déu (Borriana)}} · {{WLE-AD-ES\|ES520017}} · {{Object location dec\|39.8806\|-0.0593\|region:ES-VC_type:forest_dim:1310_source:cawiki}} · [[Categoria:Protected areas of the Land of Valencia]]                              |
| El Castell                     | Paratge natural municipal               | | 4,40          | Atzeneta del Maestrat (Alt Maestrat) 40° 11′ 47″ N, 0° 12′ 11″ O / 40.1963°N,0.2030°O                 | ES520385 | {{ca\|El Castell (Atzeneta del Maestrat)}} · {{WLE-AD-ES\|ES520385}} · {{Object location dec\|40.1963\|-0.2030\|region:ES-VC_type:forest_dim:370_source:cawiki}} · [[Categoria:Protected areas of the Land of Valencia]]                              |
| El Mollet                      | Paratge natural municipal               | | 114,60        | Sant Joan de Moró (Plana Alta) 40° 04′ 44″ N, 0° 05′ 13″ O / 40.079°N,0.087°O                         | ES520364 | {{ca\|El Mollet (Sant Joan de Moró)}} · {{WLE-AD-ES\|ES520364}} · {{Object location dec\|40.079\|-0.087\|region:ES-VC_type:forest_dim:370_source:cawiki}} · [[Categoria:Protected areas of the Land of Valencia]]                                     |
| El Pozo Junco                  | Paratge natural municipal               | LIC Alt Palància | 45,313        | El Toro (Alt Palància) 39° 57′ 12″ N, 0° 50′ 00″ O / 39.9532°N,0.8333°O                               | ES520026 | {{ca\|El Pozo Junco (El Toro)}} · {{WLE-AD-ES\|ES520026}} · {{Object location dec\|39.9532\|-0.8333\|region:ES-VC_type:forest_dim:1340_source:cawiki}} · [[Categoria:Protected areas of the Land of Valencia]]                                        |
| El Rivet                       | Paratge natural municipal               | | 16,00         | Benassal (Alt Maestrat) 40° 21′ 54″ N, 0° 08′ 55″ O / 40.3649°N,0.1486°O                              | ES520031 | {{ca\|El Rivet (Benassal)}} · {{WLE-AD-ES\|ES520031}} · {{Object location dec\|40.3649\|-0.1486\|region:ES-VC_type:forest_dim:730_source:cawiki}} · [[Categoria:Protected areas of the Land of Valencia]]                                             |
| Ermitori de la Magdalena       | Paratge natural municipal               | Parc natural i ZEPA Desert de les Palmes                                                                            | 14,05         | Castelló de la Plana (Plana Alta) 40° 02′ 08″ N, 0° 00′ 19″ O / 40.0355°N,0.0053°O                    | ES520068 | {{ca\|Ermitori de la Magdalena (Castelló de la Plana)}} · {{WLE-AD-ES\|ES520068}} · {{Object location dec\|40.0355\|-0.0053\|region:ES-VC_type:forest_dim:580_source:cawiki}} · [[Categoria:Castellón de la Plana Hermitage of Saint Mary Magdalene]] |
| L'Estany                       | Paratge natural municipal               | Zona humida Marjal de Nules-Burriana, LIC La Marjal de Nules                                                        | 2,71          | Nules (Plana Baixa) 39° 49′ 58″ N, 0° 06′ 25″ O / 39.8329°N,0.1069°O                                  | ES520029 | {{ca\|L'Estany (Nules)}} · {{WLE-AD-ES\|ES520029}} · {{Object location dec\|39.8329\|-0.1069\|region:ES-VC_type:waterbody_dim:250_source:cawiki}} · [[Categoria:L'Estany de Nules]]                                                                   |
| La Devesa                      | Paratge natural municipal               | ZEPA Serra d'Espadà                                                                                                 | 681,40        | Soneixa (Plana Alta) 39° 48′ 43″ N, 0° 19′ 44″ O / 39.812°N,0.329°O                                   | ES520023 | {{ca\|La Devesa (Soneixa)}} · {{WLE-AD-ES\|ES520023}} · {{Object location dec\|39.812\|-0.329\|region:ES-VC_type:forest_dim:3800_source:cawiki}} · [[Categoria:La Dehesa (Soneja)]]                                                                   |
| La Esperanza                   | Paratge natural municipal               | | 12,97         | Sogorb (Alt Palància) 39° 52′ 00″ N, 0° 30′ 22″ O / 39.8667°N,0.5062°O                                | ES520056 | {{ca\|La Esperanza (Sogorb)}} · {{WLE-AD-ES\|ES520056}} · {{Object location dec\|39.8667\|-0.5062\|region:ES-VC_type:forest_dim:570_source:cawiki}} · [[Categoria:Protected areas of the Land of Valencia]]                                           |
| La Mola d'Ares                 | Paratge natural municipal               | LIC l'Alt Maestrat, ZEPA l'Alt Maestrat, la Tinença de Benifassà, el Turmell i Vallivana                            | 127,22        | Ares del Maestrat (Alt Maestrat) 40° 27′ 55″ N, 0° 07′ 40″ O / 40.4653°N,0.1278°O                     | ES520059 | {{ca\|La Mola d'Ares (Ares del Maestrat)}} · {{WLE-AD-ES\|ES520059}} · {{Object location dec\|40.4653\|-0.1278\|region:ES-VC_type:forest_dim:1920_source:cawiki}} · [[Categoria:Mola d'Ares]]                                                         |
| La Palomita                    | Paratge natural municipal               | LIC l'Alt Maestrat                                                                                                  | 148,58        | Vilafranca (Ports) 40° 26′ 12″ N, 0° 18′ 22″ O / 40.4368°N,0.3061°O                                   | ES520074 | {{ca\|La Palomita (Vilafranca)}} · {{WLE-AD-ES\|ES520074}} · {{Object location dec\|40.4368\|-0.3061\|region:ES-VC_type:forest_dim:2420_source:cawiki}} · [[Categoria:Protected areas of the Land of Valencia]]                                       |
| La Torreta-Puntal de Navarrete | Paratge natural municipal               | | 331,30        | Altura (Alt Palància) 39° 50′ 02″ N, 0° 38′ 35″ O / 39.834°N,0.643°O                                  | ES520062 | {{ca\|La Torreta-Puntal de Navarrete (Altura)}} · {{WLE-AD-ES\|ES520062}} · {{Object location dec\|39.834\|-0.643\|region:ES-VC_type:forest_dim:3000_source:cawiki}} · [[Categoria:Protected areas of the Land of Valencia]]                          |
| Mola de la Vila                | Paratge natural municipal               | | 129,71        | Forcall (Ports) 40° 39′ 36″ N, 0° 12′ 29″ O / 40.660°N,0.208°O                                        | ES520042 | {{ca\|Mola de la Vila (Forcall)}} · {{WLE-AD-ES\|ES520042}} · {{Object location dec\|40.660\|-0.208\|region:ES-VC_type:forest_dim:1760_source:cawiki}} · [[Categoria:Protected areas of the Land of Valencia]]                                        |
| Peñaescabia                    | Paratge natural municipal               | LIC Alt Palància | 474,83        | Begís (Alt Palància) 39° 55′ 21″ N, 0° 43′ 42″ O / 39.9224°N,0.7282°O                                 | ES520028 | {{ca\|Peñaescabia (Begís)}} · {{WLE-AD-ES\|ES520028}} · {{Object location dec\|39.9224\|-0.7282\|region:ES-VC_type:forest_dim:6500_source:cawiki}} · [[Categoria:Protected areas of the Land of Valencia]]                                            |
| Pereroles                      | Paratge natural municipal               | LIC Tinença de Benifassà, Turmell i Vallivana, ZEPA l'Alt Maestrat, la Tinença de Benifassà, el Turmell i Vallivana | 360,67        | Morella (Ports) 40° 41′ 31″ N, 0° 03′ 36″ O / 40.692°N,0.060°O                                        | ES520415 | {{ca\|Pereroles (Morella)}} · {{WLE-AD-ES\|ES520415}} · {{Object location dec\|40.692\|-0.060\|region:ES-VC_type:forest_dim:3370_source:cawiki}} · [[Categoria:Protected areas of the Land of Valencia]]                                              |
| Racó del Frare                 | Paratge natural municipal               | | 207,32        | Sant Mateu (Baix Maestrat) 40° 28′ 26″ N, 0° 07′ 23″ E / 40.4738°N,0.1231°E                           | ES520073 | {{ca\|Racó del Frare (Sant Mateu)}} · {{WLE-AD-ES\|ES520073}} · {{Object location dec\|40.4738\|0.1231\|region:ES-VC_type:forest_dim:3680_source:cawiki}} · [[Categoria:Protected areas of the Land of Valencia]]                                     |
| Rambla de Sellumbres           | Paratge natural municipal               | | 1.194,40      | Castellfort, Cinctorres i Portell de Morella (Ports) 40° 31′ 48″ N, 0° 13′ 25″ O / 40.5300°N,0.2236°O | ES520365 | {{ca\|Rambla de Sellumbres (Ports)}} · {{WLE-AD-ES\|ES520365}} · {{Object location dec\|40.5300\|-0.2236\|region:ES-VC_type:forest_dim:8250_source:cawiki}} · [[Categoria:Protected areas of the Land of Valencia]]                                   |
| Sant Miquel                    | Paratge natural municipal               | | 43,5          | Vilafamés (Plana Alta) 40° 04′ 36″ N, 0° 05′ 54″ O / 40.0768°N,0.0983°O                               | ES520362 | {{ca\|Sant Miquel (Vilafamés)}} · {{WLE-AD-ES\|ES520362}} · {{Object location dec\|40.0768\|-0.0983\|region:ES-VC_type:forest_dim:1060_source:cawiki}} · [[Categoria:Protected areas of the Land of Valencia]]                                        |